# Gottfried von Preyer
Gottfried von Preyer (Hausbrunn, 1807 - Viena, 1901) fou un compositor i director d'orquestra austríac.
Fou deixeble de Sechter, i a partir de 1835 desenvolupà la plaça de d'organista de l'església evangèlica, i des de 1838 la de professor d'harmonia del Conservatori dels Amics de la Música de Viena, establiment que va dirigir de 1844 a 1848 i en la que tingué deixebles de renom, entre ells els compositors Adolf Pollitzer, Hans Schlaeger i a Karl Mayrberger. També durant quaranta anys (1853-1894) fou mestre de capella de la catedral de Sant Esteve de la mateixa ciutat, i des de 1862 fins al 1876 segon mestre de la capella imperial.
Entre les seves nombroses composicions figuren una simfonia, diverses Misses, un Hymnen der griechisch katholischenkische, l'oratori Noah i altres composicions religioses, així com un quartet per a instruments d'arc, peces per a orgue i piano i un bon nombre de lieders.